# 葛拉斯堡罗峰会
葛拉斯堡罗峰会（英語：Glassboro Summit Conference）是1967年6月23日至25日美国和苏联政首脑会议，在美国新泽西州葛拉斯堡罗召开，双方参会者分别是美国总统林登·约翰逊和苏联总理阿列克谢·柯西金，目的是讨论苏联与美国的关系。1967年，阿拉伯国家和以色列爆发六日战争，期间两国外交联系与合作有所增加，使两国关系有望得到改善，甚至在越南战争上也出现两国合作的前景。尽管约翰逊和科西金在重要事项上未能达成共识，但峰会普遍友好的气氛被称为“格拉斯伯勒精神”，促进了美苏关系的改善。

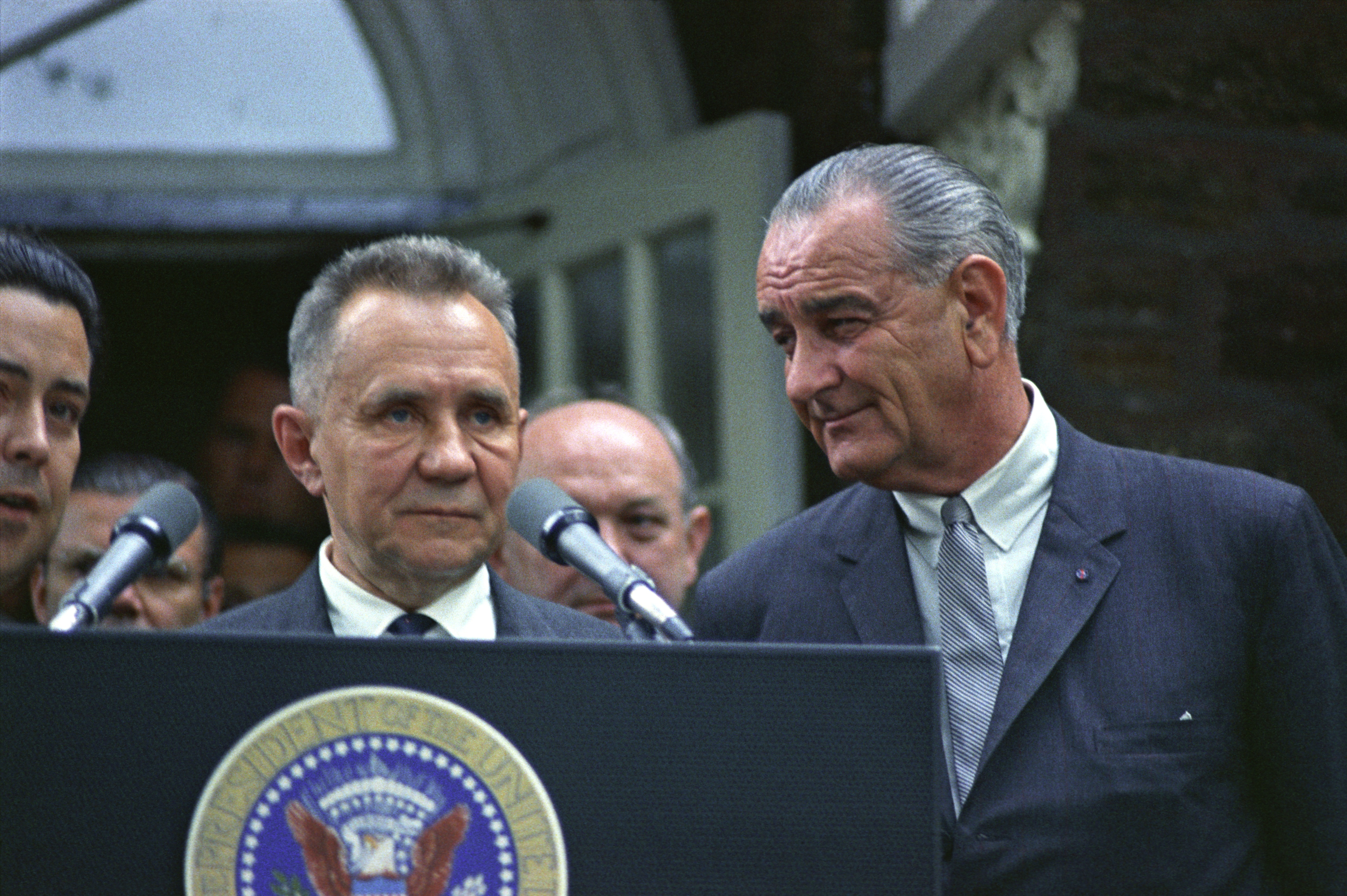
苏联总理阿列克谢·柯西金和美国总统林登·约翰逊在1967年葛拉斯堡罗峰会上